# Bystropogon
Bystropogon és un gènere que pertany a la família de les lamiàcies. Té 41 espècies.
Aquest nom podria derivar del grec bystros, que significa "tancat" i pogon, que significa "barba", fent referència al fet que la corol·la de les flors està recoberta de pèls.

## Distribució
B.canariensis, B.odoratissimus, B.origanifolius, B.plumosus i B.wildpretii són endemismes de les Illes Canàries, però també podem trobar les espècies d'aquest gènere repartides per tot el món.

## Taxonomia
| - Bystropogon andinum - Bystropogon andinus - Bystropogon axillare - Bystropogon bipinnatus - Bystropogon canariensis - Bystropogon canus - Bystropogon coarctatus - Bystropogon confertus - Bystropogon dentatus - Bystropogon erianthus - Bystropogon glabrescens - Bystropogon graveolens | - Bystropogon kuntzeanum - Bystropogon kuntzeanus - Bystropogon maderensis - Bystropogon mandonianus - Bystropogon marifolius - Bystropogon meridiani - Bystropogon minutus - Bystropogon mollis - Bystropogon odoratissimus - Bystropogon origanifolium - Bystropogon origanifolius - Bystropogon ovatus | - Bystropogon pavonianus - Bystropogon pectinatus - Bystropogon piperitus - Bystropogon plumosus - Bystropogon punctatus - Bystropogon reticulatus - Bystropogon serrulatus - Bystropogon setosus - Bystropogon sidaefolium - Bystropogon sidaefolius - Bystropogon smithii - Bystropogon spicata | - Bystropogon spicatus - Bystropogon suaveolens - Bystropogon tomentosus - Bystropogon uniflorus - Bystropogon wildpretii |